# Cymindis cylindrica
Cymindis cylindrica es una especie de coleóptero de la familia Carabidae. Fue descrita científicamente por Victor Motschulsky en 1844.

## Distribución geográfica
Habita en Kazajistán y Rusia.